# You Don’t Know Me
You Don’t Know Me ist ein deutscher E-Sport-Clan, der im Jahr 2008 in Offenbach am Main gegründet wurde und seinen Hauptsitz seit 2013 in Hamburg hat. Aktuell wird der Clan von Michael „serial“ Höse, Tobias „panikK“ Götz und Florian „ElleN“ Neubert geleitet.
You Don’t Know Me stellt momentan Teams in den Bereichen Counter-Strike: Global Offensive und World of Tanks.

## Geschichte

### Gründungszeit (2008–2009)
You Don’t Know Me wurde am 1. Oktober 2008 in Offenbach am Main gegründet. Bereits im Gründungsjahr beherbergte YDK?ME insgesamt vier Teams in drei unterschiedlichen Spielen. Es gab ein deutsches und ein österreichisches CS:1.6-Team, ein österreichisches CS:S Line-Up, sowie ein internationales Warcraft 3 Squad. Dabei stach vor allem zu Beginn das deutsche CS:1.6-Team hervor. So konnte es direkt im Gründungsjahr die ersten Plätze auf der The Summit und auf dem ClanBase Open Cup einfahren. Auch das österreichische Team erzielte im darauffolgenden Jahr eine herausragende Leistung und erreichte in der österreichischen ESL Pro Series in den Seasons VII und VIII den ersten Platz. Im gleichen Jahr ließ die Leistung des deutschen CS:1.6 Teams nur geringfügig nach: Im Laufe des Jahres erzielte das Team in der ESL Pro Series zwar nur Plätze im Mittelfeld, zum Jahresende blühte das Team aber nochmals auf. So konnte auf der Northcon im Dezember 2009 der erste Platz erzielt werden. Auch im Jahr 2010 erfüllte das CS:1.6 Team die Erwartungen mit Mittelfeldplatzierungen in der deutschen ESL Pro Series.

### Umstrukturierungen (2010–2014)
Im Dezember 2010 verließen die zwei Kernspieler Christopher „MYS“ Seidemann und Julian „hool“ Walter das deutsche CS:1.6 Team und so erfolgte im Januar 2011 eine Umstrukturierung des Teams. Obwohl beide Spieler schnell ersetzt werden konnten, schaffte es das Team nicht an die Leistungen der vorherigen Jahre anzuknüpfen und löste sich dann Ende 2011 auf, da das Interesse der Gaming-Community im CS:1.6 Bereich stark rückläufig war. Dies war auch einer der Gründe, warum YDK?ME versuchte, Teams in verschiedenen Spielebereichen zu finden. So konnte YDK?ME ein vergleichsweise starkes Line-Up im 1on1-Bereich von Quake Live vorweisen. Auch in Call of Duty: Modern Warfare 3, Call of Duty: Black Ops und Call of Duty: Black Ops II gab es kurzzeitig Teams, die aber aufgrund des mangelnden Interesses der Gaming-Community nach jeweils einem Jahr wieder geschlossen wurden.

### Heute
Momentan besitzt YDK?ME nur Teams in Counter-Strike: Global Offensive und World of Tanks. Das neue CS:GO-Team konnte bereits Anfang 2015 einen ersten Erfolg verbuchen: Es gelang dem Team bei den Cups der ESL-Sommermeisterschaft mitzuspielen, eine Qualifizierung für die Finals blieb aber aus. Des Weiteren wurden die Offline-Finals der Bayerns beste Gamer erreicht.

## Wichtige ehemalige und aktive Spieler

### Counter-Strike 1.6
- Eduard „Eddy“ Schmidt (Team-Captain, 2008–2009)
- Adrian „Aika“ Schunke (2008–2011)
- Bernd „ANT1“ Mai (2008–2011)
- Julian „hool“ Walter (2008–2009)
- Christopher „MYS“ Seidemann (2009–2011)
- Timo „TYMO“ Verholen (2009–2011)
- Jonas „KaNa“ Hübscher (2010–2011)
- Malte „eeki“ Eekhoff (2010–2011)
- Gerrit Scott „gErry“ Vogelgesang (2010–2011)
- Phillip „pacular“ Renk (2008–2009)
- Christian „todi“ Hackmann (2010–2011)

### Counter-Strike: Source
- Karl „deathX“ Milde (Team-Captain, 2009–2010)
- Christian „geek.“ Reintjes (2009–2010)
- Christopher liCence Zink (2009–2010)
- Nils „mogelbaum“ Theen (2009–2010)
- „skioN“ (2009–2011)
- Oleg „koleg“ Sel (2009–2010)
- Philipp „phil“ O. (2008–2010)
- Joel „vanity dp“ Behrend (2008–2010)

### Quake Live
- Felix „smoke“ Pafel (2011–2012)
- Tobias „panikK“ Götz (2011–2012)
- Christian „repulzZ“ Kiehl (2011–2012)

### Starcraft 2
- Laurin „REVEX“ Bürmann (2013-heute)

## Erfolge

### Counter-Strike 1.6
- 2008: Deutschland | The Summit XI | 1. Platz
- 2008: Österreich/Alpen | ESL Pro Series Season VII | 4. Platz
- 2008: Deutschland | ClanBase Open Cup | 1. Platz
- 2009: Deutschland | ESL Pro Series Season XIV | 4. Platz & Best Pistol Team (65 % wins)
- 2009: Deutschland | ESL Pro Series Season XV | 7. Platz
- 2009: Deutschland | WWCL XIV | 3. Platz
- 2009: Deutschland | Northcon | 1. Platz
- 2010: Deutschland | ESL Pro Series Season XVI | 7. Platz
- 2010: Deutschland | ESL Pro Series Season XVII | 5. Platz

### Counter-Strike: Source
- 2009: Österreich/Alpen | ESL Pro Series Season VI | 2. Platz
- 2009: Österreich/Alpen | ESL Pro Series Season VII | 1. Platz
- 2010: Österreich/Alpen | ESL Pro Series Season VIII | 1. Platz

### Quake Live
- 2011: International | PQ-Cup 1on1 | 1. Platz
- 2011: Deutschland | Quake Live Bundesliga Season II 3rd Division | 1. & 2. Platz

### Call of Duty: Modern Warfare 3
- 2011: Deutschland | COD7 S&D Classic Cup IX |2. Platz
- 2011: Deutschland | COD7 S&D Modcup I |1. Platz
- 2011: Deutschland | CSL – 5on5 Warmup S&D Quick Cup | 3. Platz
- 2011: Deutschland | CSL – 5on5 Special S&D Quick Cup | 3. Platz
- 2011: Deutschland | CSL – 3on3 HC S&D Quick Cup | 1. Platz

### Call of Duty: Black Ops
- 2012: Deutschland | ESL – 3on3 Modcup I | 1. Platz
- 2012: Deutschland | ESL – 5on5 Cupseries Cup II | 1. Platz
- 2012: Deutschland | ClanBase S&D 5on5 Ladder | 1. Platz

### Call of Duty: Black Ops II
- 2012: Deutschland | ESL – 5on5 Release Cup | 3. Platz

### Call of Duty: Advanced Warfare
- 2014: Europa | ESL S&D 5on5 Ladder | 2. Platz
- 2014: Europa | ESL S&D 3on3 HC Ladder | 1. Platz

### Counter-Strike: Global Offensive
- 2014: Europa | ESL Major Series One Qualifier II | Quarterfinals
- 2015: Deutschland | ESL Meisterschaft Sommer-Cup Teilnahme
- 2015: Deutschland | 99Damage Liga Season I | Starter 52 | 1. Platz
- 2015: Deutschland | ESL Bayerns Beste Gamer I | 3. Platz

### World of Tanks
- 2015: Europa | Aufstieg in die Wargaming.net League Europe Silver Series